# Camilla Klettner
Camilla Klettner (1841 in Prag – 30. April 1891 in Graz) war eine Opernsängerin (Sopran).

## Leben
Klettner fand ihr erstes Engagement 1860 am Hoftheater in Neustrelitz. Dort blieb sie bis 1864, kam dann an die Oper in Graz und wurde 1865 ans Hoftheater nach Stuttgart verpflichtet, wo sie bis 1871 speziell in den höheren Soubrettenrollen mit großer Auszeichnung wirkte. Sie ist ihn ihrem eigentlich Genre in Stuttgart nicht mehr ersetzt worden und ihr Verlust war für das Hoftheater ein empfindlicher. Zur königlich württembergischen Kammersängerin ernannt, zog sie sich gänzlich ins Privatleben zurück.
Zu ihren besten Rollen zählten: „Susanne“, die beiden „Zerlinen“, „Rose Friquet“, „Röschen“ im Rotkäppchen, „Philine“ in Mignon etc. In all diesen Leistungen rühmte man ihr prickelndes, graziöses Talent, ihre schelmische Munterkeit und Naivität des Tons und Spiels. Als Soubrette war sie eben reizend, da konnte sie ihrer Wirkung sicher sein. Weniger gelangen ihr jene Rollen, welche ins Dramatische hinübergreifen und wo die Situation zu einem höheren dramatischen Akzent und mächtigen Pathos drängt.